# Ortignano Raggiolo
Ortignano Raggiolo är en kommun i provinsen Arezzo i regionen Toscana i Italien. Kommunen hade 861 invånare (2018).